# Карл VII Звитяжний
Карл VII Звитяжний (фр. Charles VII le Victorieux, також фр. Charles le Bien Servi; 22 лютого 1403 — 22 липня 1461) — король Франції між 1422 та 1461 роками, коронувався 1429 року.
Був четвертим сином Карла VI Божевільного; один його старший брат помер в дитинстві, а двоє інших в молодості, не залишивши дітей. Очолив опір англійцям під час Столітньої війни; при вирішальній участі Жанни д'Арк відбувся перелом в ході війни, Карл зміг коронуватися в звільненому Реймсі, а потім і майже зовсім очистити континентальні володіння Франції від англійців.